# Gauldal (distrikt)
 For alternative betydninger, se Gauldalen.
Gauldal er et distrikt i Norge i den sydlige del af det tidligere Sør-Trøndelag, i landskapet og  fylket Trøndelag. Distriktet omfatter de seks kommuner Melhus, Midtre Gauldal, Rennebu, Oppdal, Holtålen og Røros, som tilsammen udgør et område på 8.944 kvadratkilometer med 37.151 indbyggere. De største af de bebyggede områder i distriktet er Oppdal, Melhus og bjergbyen Røros.

## Administrative inddelinger
- Oppdal, Rennebu og Midtre Gauldal udgør næringsregionen Oppdalregionen (NHO).
- Melhus indgår i næringsregion Trondheimsregionen, mens Holtålen og Røros indgår i næringsregion Fjellregionen.
- Røros deltager i Regionrådet for Fjellregionen.[3].
- Melhus og Midtre Gauldal deltager i Samarbeidskomiteen for Trondheimsregionen.
- Distriktet udgør embedsområdet for Gauldal provsti under Nidaros bispedømme i Den norske kirke.
- Distriktet indgår i retsområdet for Sør-Trøndelag tingrett under Frostating lagdømme.
- Distriktet udgjorde det tidligere Guldalen fodgeri.